# Axel Uhlén
Axel Uhlén, född 8 april 1885 i Ljusdal, död 4 april 1971 i Stockholm, var en svensk journalist, författare och socialdemokratisk politiker.

## Biografi
Axel Uhlén var son till verkstadsägaren S.J. och Kristina Uhlén. Efter att ha genomgått folkhögskola arbetade han 1900–1921 som mekaniker, från 1917 som verkmästare i eget företag. Han var även sedan 1905 verksam som journalist och sedan 1914 medarbetare i Arbetet, där han 1929 utsågs till dess andre redaktör och ansvarige utgivare. Han var fast anställd vid tidningen fram till pensioneringen 1953. 
Hans tidiga noveller, som publicerats i Brand och Social-Demokraten under signaturen John Djäkne, samlades i boken Ur livskampen (1908). Ytterligare en novellsamling Kronans landsväg utkom 1912 på ett förlag som Uhlén försökte driva tillsammans med Erik Lindorm. Han var under dessa år medlem av Ungsocialisterna. Under första världskriget tillhörde han gruppen kring den vänsterradikala skämttidningen Naggen. 
Förutom dagsaktuella debattböcker och pamfletter skrev Uhlén ett stort antal minnesskrifter som behandlar olika delar av arbetarrörelsen, främst i Malmö. Den 1964 på eget förlag utgivna Arbetardiktningens pionjärperiod 1885-1909 byggde på mångåriga studier och en omfattande inventering av arbetar- och vänsterpressen och är i sig ett pionjärverk. Uhlén menade att presstudierna var nödvändiga, då det blivit missvisande att endast ta hänsyn till vad som publicerats i bokform. Boken blev med tiden eftersökt och gavs 1978 ut i en ny upplaga med ett efterord av Lars Furuland.
Uhlén var ledamot av riksdagens första kammare från 1945, invald i Malmöhus läns valkrets, av Malmö stadsfullmäktige 1935–45, av drätselkammarens andra avdelning 1926–45, av industriverkstyrelsen 1926–40, vice ordförande i Malmö arbetarekommun 1928–45 och sekreterare i Skånes fackliga arbetaredistrikt 1924–46.